# ريميتيرول
ريميتيرُول (بالإنجليزية: Rimiterol)‏ (INN/USAN) هو عقارٌ ناهضٌ لمستقبلات بيتا 2 الأدرينالية من الجيل الثالث، وقصير المفعول.